# Petite valse lente
Petite valse lente is een compositie van Eyvind Alnæs. Het is een walsje van amper twee A-viertjes voor piano solo. De datering van de werken van Alnæs is niet altijd bekend, maar hier is sprake van de datering 7 augustus 1931. Het is geschreven voor Lise, zijn dochter, later bekend onder de naam Lise Børsum (verzetsvrouw en –schrijver; 1908-1985).